# La Grange Park
La Grange Park – wieś w Stanach Zjednoczonych, w stanie Illinois, w hrabstwie Cook.